# Omphalotaceae
Omphalotaceae is een botanische naam van een familie van schimmels. Het typegeslacht is Omphalotus.

## Geslachten
De familie bestaat uit de volgende 13 geslachten:
- Anthracophyllum
- Caripia
- Collybiopsis
- Connopus
- Gymnopanella
- Gymnopus
- Lentinula
- Marasmiellus
- Mycetinis
- Neonothopanus
- Omphalotus
- Paragymnopus
- Pusillomyces
- Rhodocollybia